# Antillacris explicatrix
Antillacris explicatrix är en insektsart som beskrevs av Rehn, J.A.G. 1939. Antillacris explicatrix ingår i släktet Antillacris och familjen Episactidae. Inga underarter finns listade i Catalogue of Life.